# Johannes Buxtorf
Pour les articles homonymes, voir Buxtorf.

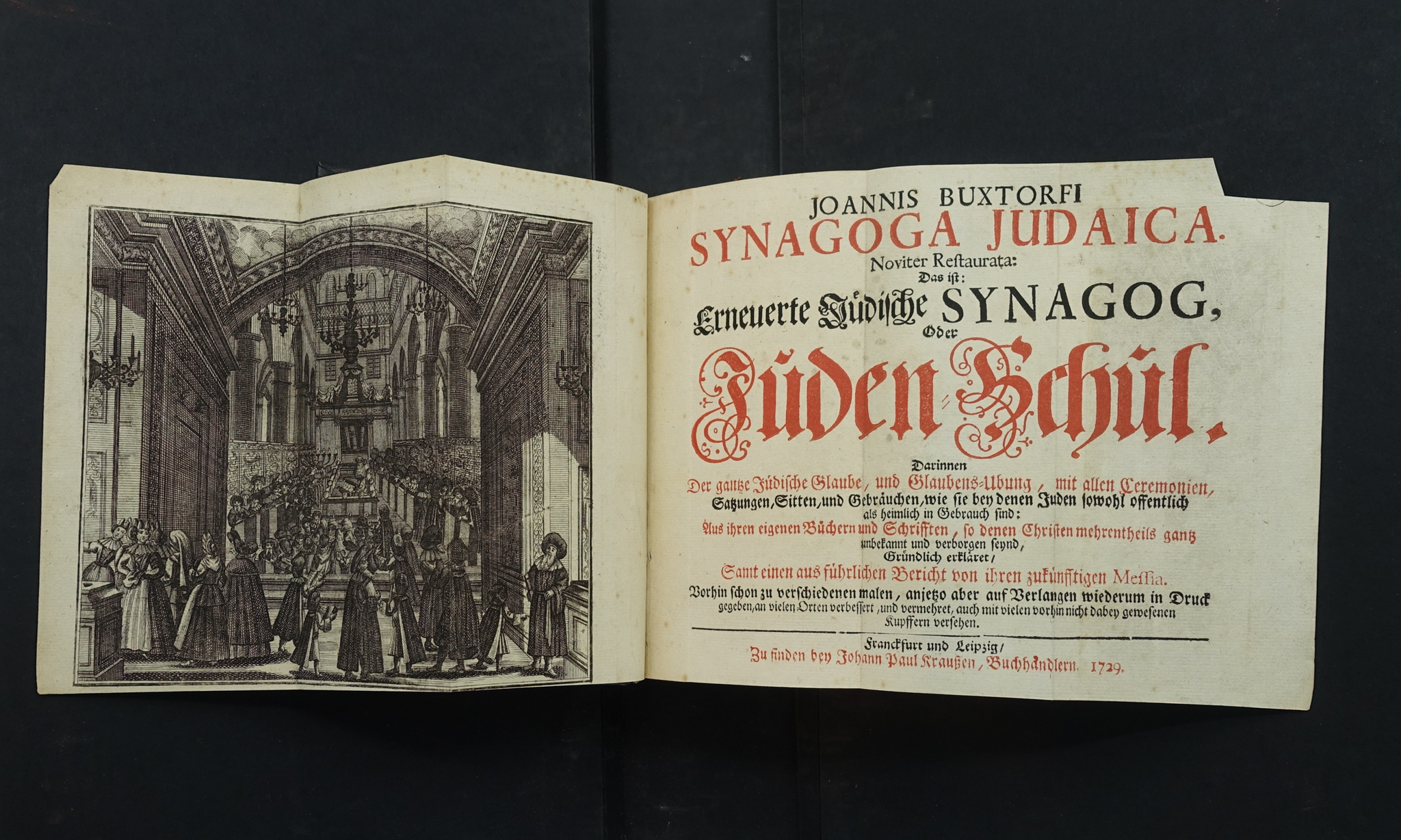
Première page de Synagoga Judaica (édition de 1729), dans la collection du musée juif de Suisse.

Johannes Buxtorf (25 décembre 1564 - 11 septembre 1629) est un célèbre hébraïsant, appartenant à une famille d'orientalistes.  

Il est professeur d'hébreu à l'université de Bâle pendant trente-neuf ans et on le connaît sous le titre de « Maître des rabbins ». L'énorme volume qu'il écrit, De Synagoga Judaica (1re éd. 1603), étudie de la façon la plus fouillée les coutumes et l'organisation sociale du judaïsme allemand au début de l'époque moderne. 

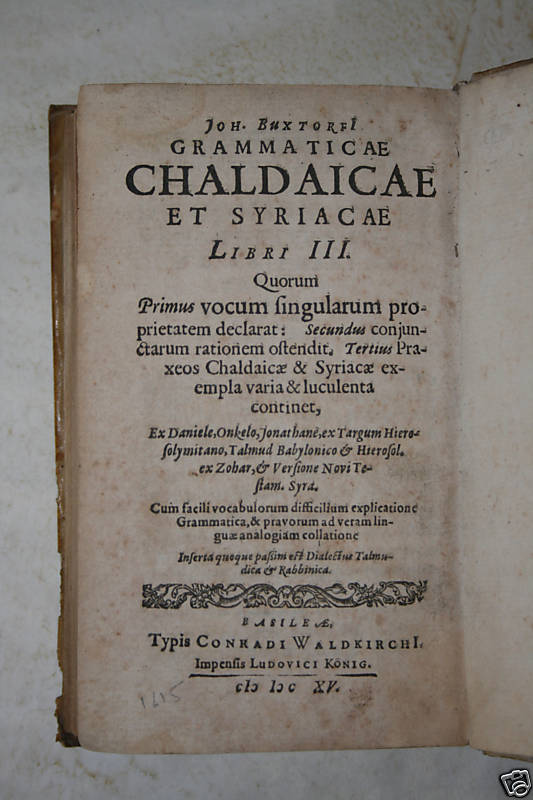
Grammaticae chaldaicae et syriacae, Johannes Buxtorf (1615)

Il est le père de Johannes Buxtorf le Jeune.

## Biographie
Buxtorf nait à Kamen en Westphalie. La forme originale de son nom est Bockstrop ou Boxtrop ; c'est pourquoi le blason de la famille porte à sa crête l'image d'une chèvre (en allemand Bock signifie bouc).  
Après la mort de son père, qui est pasteur à Kamen, Buxtorf va étudier à Marbourg et à l'université de Herborn qui vient d'être fondée ; dans cette dernière, Caspar Olevian (1536-1587) et Johannes Piscator (1546-1625) ont été nommés professeurs de théologie. À une date ultérieure, Piscator reçoit l'aide de Buxtorf pour préparer sa traduction latine de l'Ancien Testament, publiée à Herborn en 1602-1603. De Herborn, Buxtorf va à Heidelberg, et de là à Bâle, attiré par la réputation de Johann Jakob Grynaeus et de J. G. Hospinian (1515-1575). 
Après un court séjour à Bâle, il étudie successivement à Zurich auprès de Heinrich Bullinger (1504-1575) et à Genève auprès de Théodore de Bèze. À son retour à Bâle, Grynaeus, souhaite que les services d'un érudit si plein de promesse soient assurés à l'Université et il lui procure une place de précepteur dans la famille de Leo Curio, fils de Coelius Secundus Curio, bien connu pour ce qu'il a souffert en raison de sa foi réformée. Sur les instances de Grynaeus, Buxtorf est chargé des cours d'hébreu à l'Université, et montre pendant les deux ans où il remplit ses fonctions une telle capacité qu'à la fin de cette période, il est nommé à l'unanimité pour le poste vacant. 
À partir de cette date (1591) jusqu'à sa mort en 1629, il reste à Bâle, et se consacre avec un zèle remarquable à l'étude de l'hébreu et de la littérature rabbinique. Il reçoit chez lui de nombreux savants juifs, avec lesquels il peut discuter des difficultés qu'il rencontre, et souvent il est consulté par les Juifs eux-mêmes sur les questions relatives à leur loi cérémonielle. Il semble ainsi avoir bien mérité le titre qui lui est conféré de « Maître des rabbins ». Sa préférence pour la fréquentation de Juifs lui cause à une occasion des ennuis avec les autorités de la ville, les lois contre les Juifs étant très strictes. Malgré tout, dans l'ensemble, ses relations avec la ville de Bâle sont amicales. 
Il reste fermement attaché à l'Université qui la première a reconnu ses mérites, et refuse successivement deux invitations de l'Université de Leyde et de l'Académie de Saumur. Il entretient une très vaste correspondance avec les savants les plus distingués de son époque ; la bibliothèque de l'université de Bâle contient une riche collection de lettres, qui sont précieuses pour une histoire littéraire de ce temps.
Ses principaux ouvrages sont : 
- Epitome grammaticae hebraeae
- Thesaurus grammaticus linguae hebraeae en 1609
- Grammaticae chaldaicae et syriacae en 1615
- Lexicon hebraicum et chaldaicum
- Lexicon thalmudicum et rabbinicum
- Tiberias, ouvrage où il traite de la Massore.
- Manuale hebraicum et chaldaicum

Buxtorf et son fils, qui le remplace dans la chaire, ont de vives discussions avec le savant Louis Cappel au sujet des points voyelles, dont ils attribuent l'invention à Esdras, mais qui paraissent être d'une date moins ancienne.
Les œuvres de Buxtorf, et en particulier son Thesaurus grammaticus linguae hebraeae, ont très largement été utilisées par Baruch Spinoza pour la rédaction de son Précis de grammaire de la langue hébraïque (posthume en 1677).

## Source
- (en) Cet article est partiellement ou en totalité issu de l’article de Wikipédia en anglais intitulé « Johannes Buxtorf » (voir la liste des auteurs).